# Harmony of December
『Harmony of December』（ハーモニー・オブ・ディセンバー）は、KinKi Kidsの24枚目のシングル。2006年11月29日発売。発売元はジャニーズ・エンタテイメント。

## 解説
アルバム『I album -iD-』からの先行シングルで、グループ初のアルバムからの先行シングルとなる。タイトル通り“夏”をテーマにした前作『夏模様』から約4か月での発売となるシングル。それまでグループ名義でのシングルのリリース間隔が空いていたが、それぞれのソロ活動が一段落したことにより、2003年以来約3年ぶりに5か月以内のリリースとなった。
初回盤と通常盤ではジャケット違い、収録曲違いがある。初回盤のCDジャケットは、堂本剛がプロデュースしている。このジャケットを制作する際に、剛が「ただ2人が写っているのではなく、しっかりとしたメッセージを込めたかった。」とコメントしている。通常盤は従来通りジャケットが初回盤と違い、A面のインストの代わりに新曲を追加収録している。
- 剛が込めたかったメッセージの内容は、以下の通り。

- シチュエーション（背景）が宇宙なのは、「この広い宇宙の中で会い、同じものを共有できている重大さを表現するため。」
- そんな宇宙でメンバーの二人が食事をしているのは、「本当に気の知れた仲でないと、一緒に食事をしたくは無いから。」
- 時計が10時直前を指しているのは、「KinKi Kidsが、レコードデビュー10周年直前だから。」

本作の初回盤は、これまでのシングル初回盤とは違い、購入特典が付属された。初回盤は、ジャケット写真で2人が使用したものと同じモデルのラバーバンドを封入。こちらは赤と青の2パターンがあり、購入前に確認することが出来るようになっている。ラバーバンドにはオリジナルiDが刻印されており、本作の2週間後に発売されたアルバム『I album -iD-』のコンセプトに沿った特典となっている。

## チャート成績
オリコン週間ランキングで、初週23.4万枚を売上げ、初登場1位を獲得した。デビューシングル『硝子の少年』から24作連続となる首位を獲得した。CD累計売上は30.0万枚である。

## 収録曲

### 初回盤
1. Harmony of December
（作詞・作曲：マシコタツロウ　編曲：ha-j）
タイトル通り12月をイメージした楽曲であり、22枚目シングル曲「SNOW! SNOW! SNOW!」以来のウィンターソングである。なお、楽曲名は英題ではあるが、叙情歌的な歌謡曲色の強い楽曲となっている。
自身の2007年のベスト・アルバム『39』発売時のファン投票で15位にランクインした。
出版者：ブライト・ノート・ミュージック
2. 孤独の街角
（作詞：Satomi　作曲：松本良喜　編曲：吉田建　ブラスアレンジ：下神竜哉）
出版者：ブライト・ノート・ミュージック
3. Nothing but you
（作詞：白井裕紀・新美香　作曲：周水　編曲：佐藤泰将）
出版者：ブライト・ノート・ミュージック
4. Harmony of December (Backing Track)

### 通常盤
1. Harmony of December
2. 孤独の街角
3. さよなら
（作詞・作曲・編曲：森大輔）
出版者：ブライト・ノート・ミュージック

## 楽曲の収録アルバム
- Harmony of December
  - I album -iD-
  - 39
  - The BEST
- 孤独の街角

（アルバム未収録）
- Nothing but you

（アルバム未収録）
- さよなら

（アルバム未収録）

## 映像作品
- Harmony of December
  - I album -iD-（初回限定盤、PV映像）
  - We are Øn' 39!! and U? KinKi Kids Live in DOME 07-08
  - KinKi you DVD
  - KinKi Kids concert tour J
  - K album（初回限定盤）
  - King・KinKi Kids 2011-2012
  - 2015-2016 Concert KinKi Kids
  - KinKi Kids CONCERT 20.2.21 -Everything happens for a reason-
  - KinKi Kids Concert Tour 2019-2020 ThanKs 2 YOU
  - KinKi Kids O正月コンサート2021（初回限定盤）
  - KinKi Kids Concert 2022-2023 24451〜The Story of Us〜